# Hanomag 2/10 PS

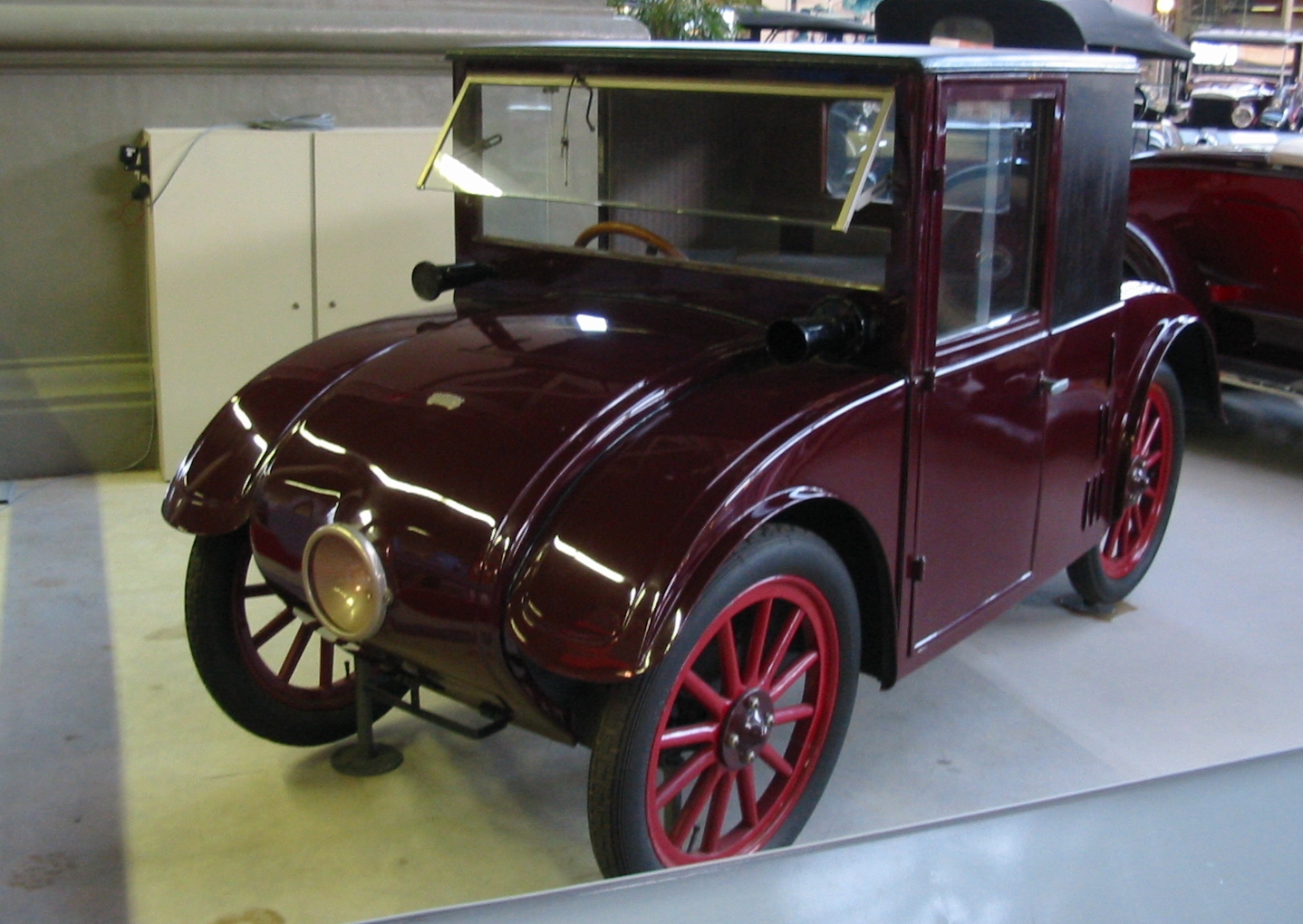
De "Kommissbrot", in dit geval een versie uit 1925.

De Hanomag 2/10 PS is een Duitse auto uit 1925 met een koplamp, houten wielen en een rieten carrosserie voor de racevariant. Er waren verschillende varianten beschikbaar: de sedan, sedan met afneembaar dak, cabriolet en limousine.

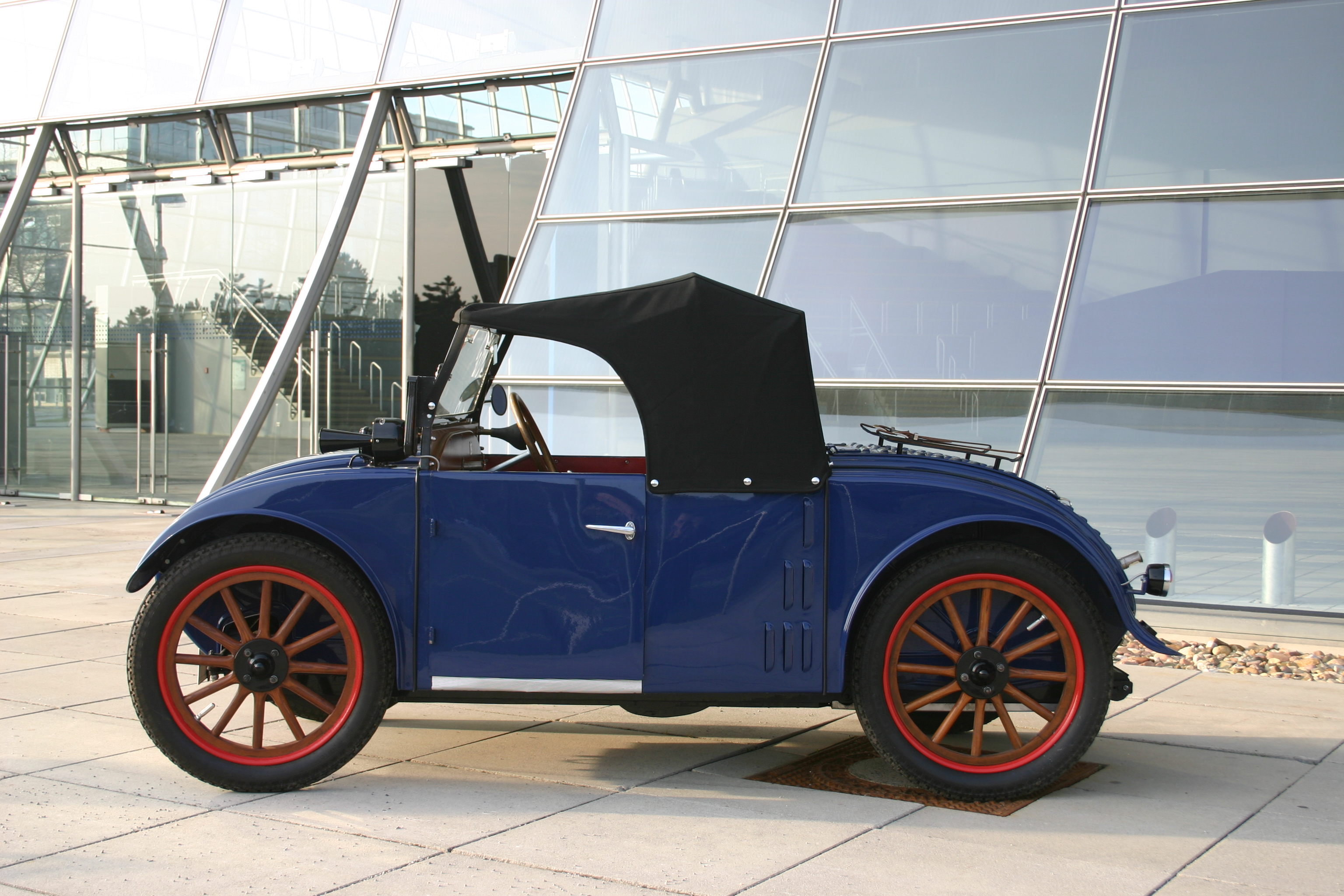
Cabrioletversie

In Duitsland was de auto ook bekend als "Kommissbrot" (Commiezenbroodje) vanwege zijn vorm, die voor en achter gelijk was. Het was de eerste Duitse kleine auto die op de lopende band werd gemaakt. De voorruit kon naar boven toe opengeklapt worden om de passagiers te voorzien van een (fris) briesje. Dit autootje was ook als cabriolet en bestelwagen beschikbaar en was een bestseller van Hanomag ten tijde van crisis. In totaal werden er zo'n 15.000 stuks van gemaakt tussen 1924 en 1928.
Met de 10 pk ééncilindermotor van 502 cc lag de topsnelheid op 60 km/u. Er was slechts één (trommel)rem op de achteras voor voet- en handrem.Starten gebeurde via een handhendel tussen de twee zetels.